# Alchemilla pedicellata
Alchemilla pedicellata é uma espécie de rosácea do gênero Alchemilla, pertencente à família Rosaceae.